# Chris Minh Doky
Pour les articles homonymes, voir Doky.
Chris Minh Doky, né le 7 février 1969, est un musicien danois de jazz qui vit à Copenhague et New York. 
Il est le frère du pianiste de jazz Niels Lan Doky.

## Biographie
Chris Minh Doky est né dans une famille de musiciens à Copenhague. Il a été instruit musicalement par son père qui lui enseigne le piano à six ans. Il remporte plusieurs prix lors de compétitions locales de piano classique. C'est au lycée qu'il apprend la basse électrique. 
Après être devenu un bassiste reconnu dans les clubs de jazz européens, il a 18 ans quand il s'installe à New York pour explorer la tradition du jazz. Il commence à travailler dans les studios et à jouer dans des clubs de Manhattan. Il y retrouve certains des grands musiciens qu'il écoute, comme David Sanborn, Michel Camilo, Trilok Gurtu et Biréli Lagrène.
En 1994, Chris Minh Doky retrouve son frère aîné, pianiste, Niels Lan Doky, et ils forment ensemble les Doky Brothers, puis il signe avec Blue Note.

## Discographie
- 1989 : Appreciation avec Thomas Clausen, Chris Minh Doky, Ben Perowsky, Larry Schneider
- 1990 : The Sequel avec Chris Minh Doky, Niels Lan Doky, Bill Evans, Adam Nussbaum, Ulf Wakenius, 1990
- 1990 : Letters avec Randy Brecker, Chris Minh Doky, Adam Nussbaum
- 1998 : Minh avec Jim Beard, Michael Bland, Michael Brecker, Randy Brecker, Hiram Bullock, Joey Calderazzo, Joe Caro, Chris Minh Doky, David Gilmore, Larry Goldings, Lalah Hathaway, Lasse Janson, Norbert Lucarain, Adam Nussbaum, Chris Parks, Ricky Peterson, Dianne Reeves, Alex Riel, David Sanborn, Vivian Sessoms, Mike Stern, Lenny White, Louis Winsberg
- 1995 : Doky Brothers avec Chris Minh Doky, Niels Lan Doky, Alex Riel, Klaus Suonsaari, Anders Mogensen, Ulf Wakenius, Curtis Stigers, Deborah Brown, Michael Brecker, Randy Brecker, Frank Stangerup
- 1996 : Doky Brothers 2 avec Chris Minh Doky, Niels Lan Doky, Al Jarreau, Sanne Salomonsen, Gino Vannelli, Dianne Reeves, Toots Thielemans, John Scofield, Louis Winsberg, David Sanborn, Bill Evans, Randy Brecker, Terri Lyne Carrington, Jeff Tain Watts, Axel Riel, Anders Mogensen, Jeff Boudreaux, Mitch Forman, Trilok Gurtu, Xavier Dessandre Navarre, Dany Munyongo Jackson, Randy Cannon, Sharon Full, Chris Parks, Paul Mazzio, Joyce Imbesi
- 2000 : Listen Up! avec Katreese Barnes, Randy Brecker, Chris Minh Doky, Kenny Garrett, Larry Goldings, Makoto Ozone, Clarence Penn, Adam Rogers, John Scofield, George Whitty, Louis Winsberg
- 2002 : Chris Minh Doky
- 2003 : Cinematique avec Chris Minh Doky, Jeff Tain Watts, Bill Stewart, Clarence Penn, Joey Calderazzo, Larry Goldings, Makoto Ozone, Toots Thielemans, Biréli Lagrène
- 2006 : Nomad Diaries
- 2010 : Scenes from a dream!, avec Chris Minh Doky (acoustic bass) ; Larry Goldings (piano) ; Peter Erskine (drums) ; Joke Schonewille (harp) ; Doesjka DeLeu, Seija Teeuwen, Herman Van Haaren, Lucja Domski, Ruben Margarita, Marianne Van Den Heuvel, Erica Korthals Altes, Dennis Koenders, Tinka Regter, David Peijnenborgh, Wim Kok, Marijn Rombout, Pauline Terlouw, Elizabeth Liefkes, Ernö Olah (violon) ; Isabella Petersen, Aimee Versloot, Norman Jansen, Iris Schut, Julia Jowett (viola) ; Annie Tangberg, Maarten Jansen, Wim Grin, Bastiaan Van Der Werf (cello) ; Hans Vroomans (piano) ; Eddy Koopman, Murk Jiskoot (percussion).